# Bahnhof Mikawa-Kawai
Der Bahnhof Mikawa-Kawai (jap. 三河川合駅, Mikawa-Kawai-eki) ist ein Bahnhof auf der japanischen Insel Honshū, betrieben von der Bahngesellschaft JR Central. Er befindet sich in der Präfektur Aichi auf dem Gebiet der Stadt Shinshiro.

## Beschreibung
Mikawa-Kawai ist ein Durchgangsbahnhof an der von JR Central betriebenen Iida-Linie, die Toyohashi mit Iida und Tatsuno verbindet. Täglich verkehren 13 Regionalzüge in Richtung Toyohashi und zwölf in Richtung Iida (vereinzelte werden bis nach Okaya an der Chūō-Hauptlinie durchgebunden). Der Bahnhof steht im Stadtteil Kawai auf der rechten Seite des Ure-Tals. Die Anlage ist von Südwesten nach Nordosten ausgerichtet und besitzt vier Gleise, von denen zwei dem Personenverkehr dienen. Diese liegen an einem Mittelbahnsteig, der über einen Niveauübergang mit dem Empfangsgebäude an der Ostseite verbunden ist.

## Geschichte

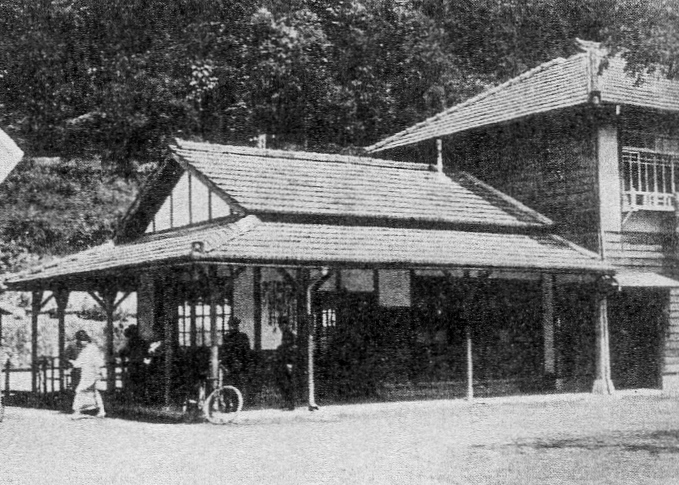
Der Bahnhof im Jahr 1937

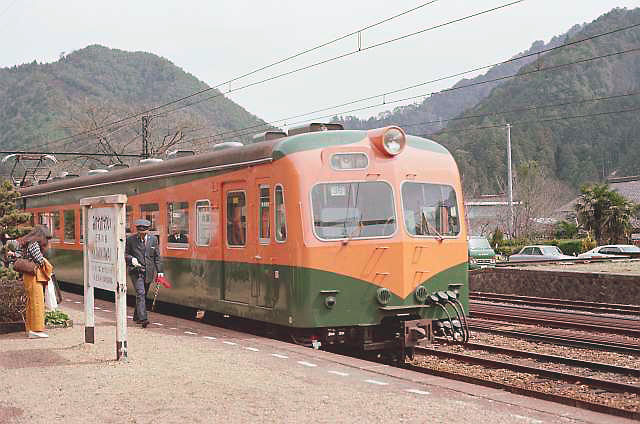
Ansicht des Bahnhofs im Jahr 1979

Im Jahr 1900 reichte die Bahnstrecke der Toyokawa Tetsudō von Toyohashi bis nach Ōmi. Ab 1919 betrieb das Unternehmen Higashisan Jidōsha von dort aus eine Buslinie durch das Ure-Tal. Sie genügte den Ansprüchen bald nicht mehr, weshalb die Hōraiji Tetsudō, eine Tochtergesellschaft der Toyokawa Tetsudō, den Streckenbau ab Ōmi fortsetzte. Ab 1. Februar 1923 führte die Strecke bis nach Mikawa-Kawai. Als Ausgangspunkt mehrerer Straßen und Buslinien erlebte der Ort einen wirtschaftlichen Aufschwung. In den Bahnhof waren damals ein Café und ein Hotel integriert.
Etwas mehr als ein Jahrzehnt lang war Mikawa-Kawai die Endstation. Eine andere Bahngesellschaft, die Sanshin Tetsudō, verlängerte die Strecke am 21. Dezember 1933 nach Tōei, vier Jahre später reichte sie bis Tenryūkyō. Die Bahnanlagen beider Gesellschaften wurden am 1. August 1943 verstaatlicht und bildeten von nun an einen Teil der durchgehenden Iida-Linie. Für den Betrieb war das Eisenbahnministerium verantwortlich, ab 1949 die Japanische Staatsbahn. Da der Umsteigeverkehr wegfiel, verlor der Bahnhof im Personenverkehr markant an Bedeutung. Ab 1953 diente er als Materiallager für den Bau der nahe gelegenen Ure-Talsperre. Die in einem Lagerhaus neben dem Bahnhof gesammelten Baumaterialien wurden mit Materialseilbahnen zur Baustelle befördert.
Obwohl der Bahnhof auch ein Umschlagplatz für Holz war und zu diesem Zweck über einen Kran verfügte, ging der Güterverkehr nach der Fertigstellung der Talsperre im Jahr 1958 ebenfalls stark zurück. Aus Kostengründen gab die Staatsbahn den Güterumschlag am 1. Dezember 1971 vollständig auf und stellte an diesem Tag auch die Gepäckaufgabe ein. Seit 1986 ist der Bahnhof nicht mehr mit Personal besetzt. Im Rahmen der Staatsbahnprivatisierung ging er am 1. April 1987 in den Besitz der neuen Gesellschaft JR Central über.